# جيمس كلارك سترونج
جيمس كلارك سترونج (بالإنجليزية: James Clark Strong)‏ هو محامي أمريكي، ولد في 26 مايو 1826، وتوفي في 1915.